# Strumpfhalter

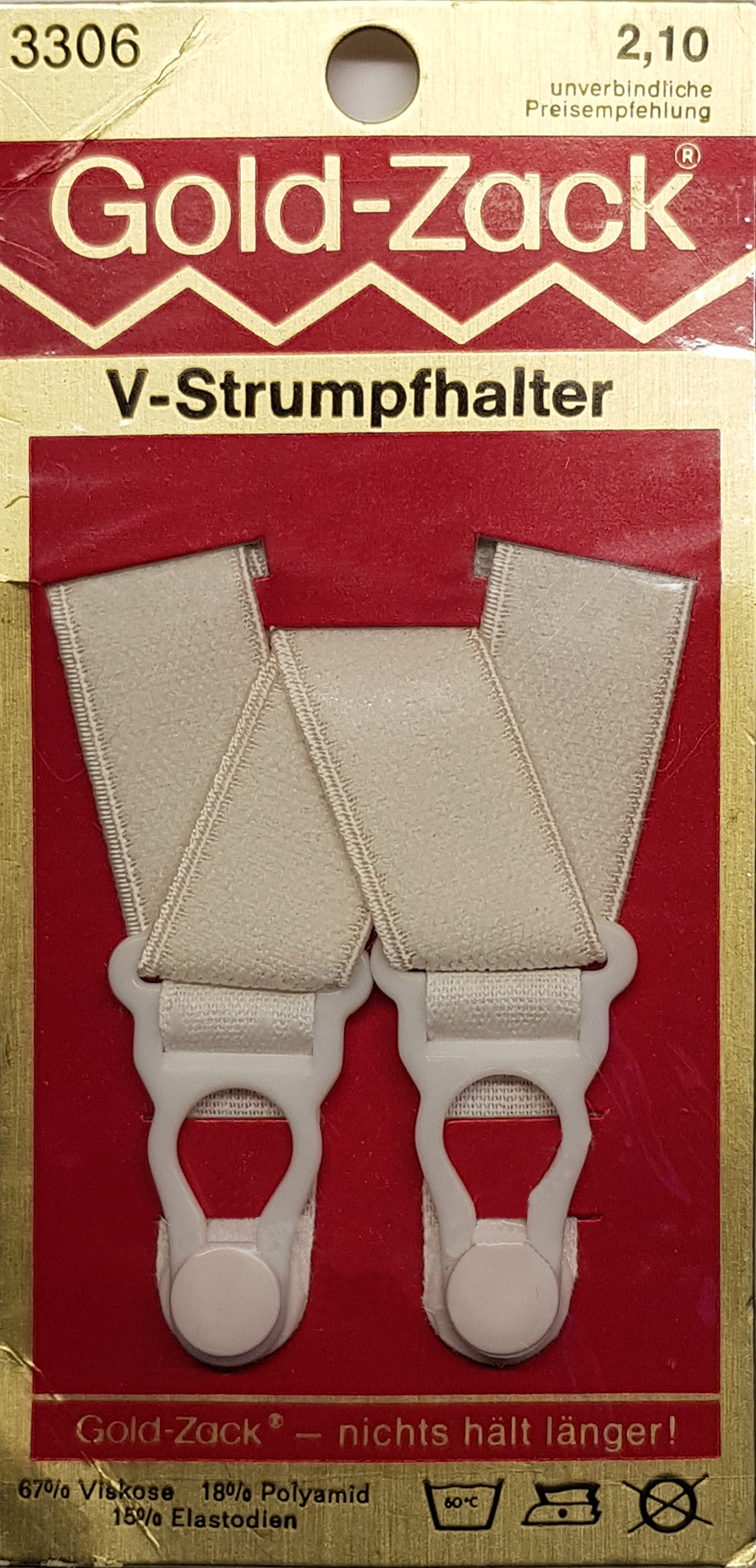
Strumpfhalter aus den 1980er Jahren

Strumpfhalter sind elastische Bänder, die die Strümpfe gegen das Hinunterrutschen sichern. Strumpfhalter werden aus modischen (Strapse) oder medizinischen Gründen (zum Befestigen von Kompressionsstrümpfen) getragen.

## Geschichte
Ihre ursprünglichste Form ist das Strumpfband, mit dem die Strümpfe am Bein festgebunden wurden. Strumpfbänder wurden im 16. Jahrhundert von Männern z. T. sichtbar getragen, um die enganliegenden Beinlinge festzuhalten.
Im 19. Jahrhundert kamen Strumpfhalter in Form von herunterhängenden Bändchen mit Befestigungselementen wie Spangen oder Klettverschlüssen auf. Bis in die erste Hälfte des 20. Jahrhunderts wurden Strumpfhalter lose verkauft, die zwischen einem Kleidungsstück der Wahl und den Strümpfen befestigt werden konnten. Sie wurden aber auch immer wieder fest mit einem tragenden Kleidungsstück verbunden, etwa am Hüfthalter, Hüftgürtel, Korselett oder am Reformleibchen.

## Sockenhalter

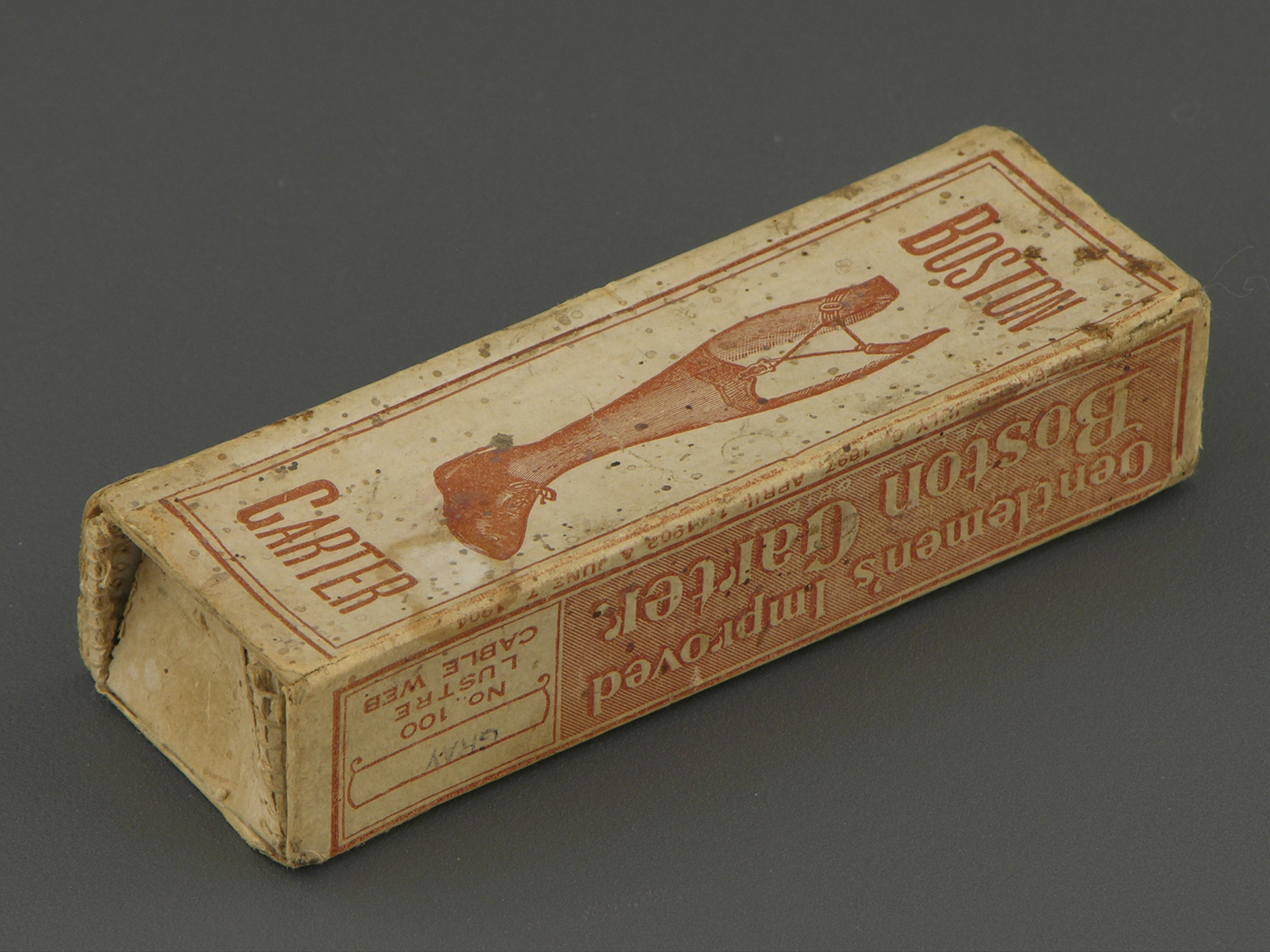
Verpackung eines Sockenhalters, frühes 20. Jahrhundert, aus der Sammlung des Museo del Objeto del Objeto, Mexiko-Stadt

Durch Sockenhalter soll verhindert werden, dass die Socken rutschen. Dies war besonders früher erforderlich, als es den elastischen Sockenrand noch nicht gab. Sockenhalter sind Gebilde aus elastischem Gummiband (in Hosenträgerbreite 25 mm), meistens ergänzt durch einen Metallverschluss und einen Kunststoffhalter mit Lederschlaufe. Der Sockenhalter wurde am Unterschenkel befestigt; der Umfang konnte mit einer Schiebeschnalle angepasst werden. Der Metallverschluss mit Kunststoffhalter wurde in den oberen Sockenrand eingeklemmt.
Die Bezeichnung Sockenhalter wird auch verwendet für Clipse, mit denen vor Waschbeginn zusammengehörende Sockenpaare verbunden werden, damit das Sortieren nach dem Waschen überflüssig wird.

## Siehe auch

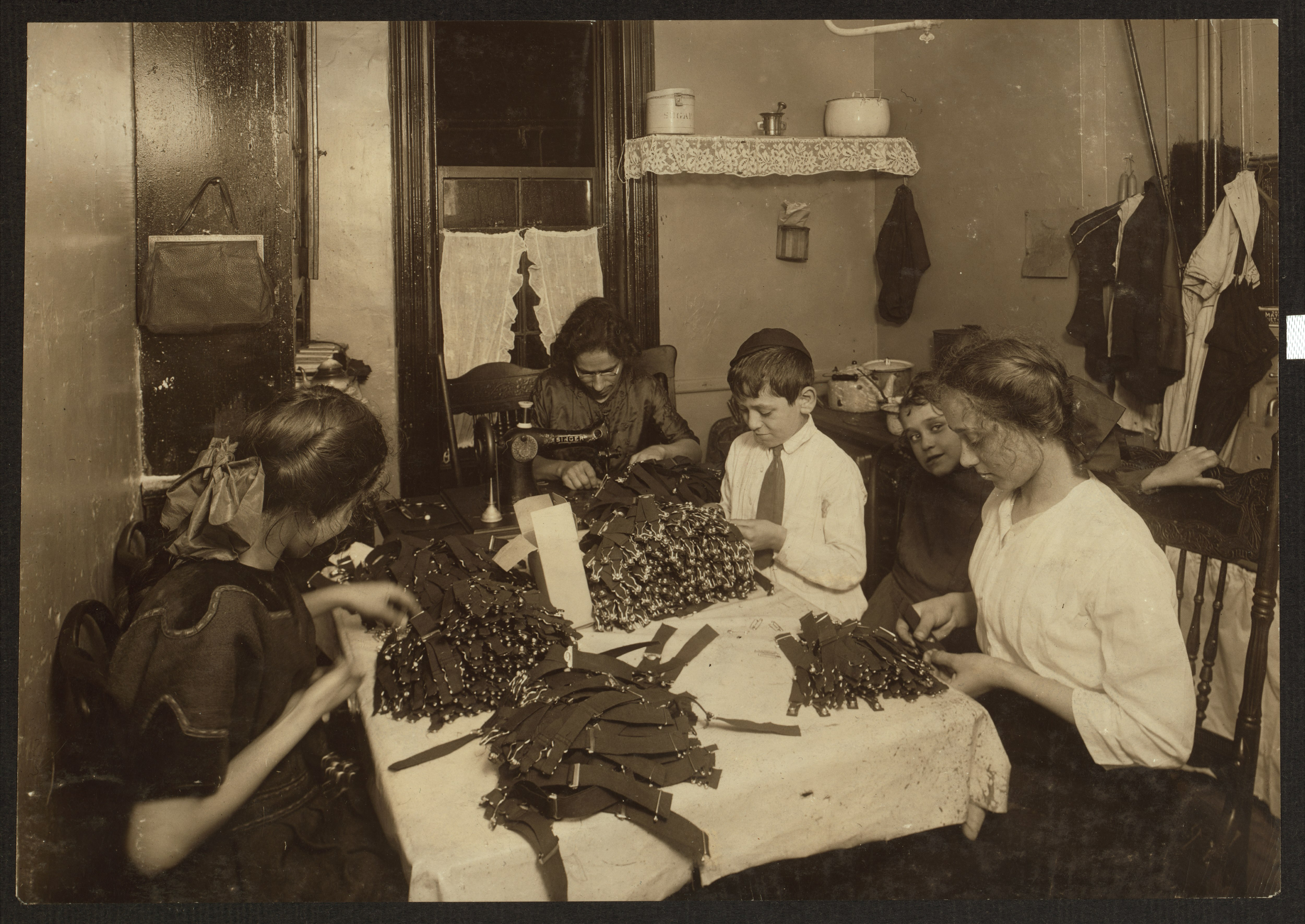
In Heimarbeit hergestellte Strumpfhalter, New York, 1912.